# باتمان: روح التنين
باتمان: روح التنين أو باتمان سول اف ذا دراجون (بالإنجليزية: Batman: Soul of the Dragon) هو فيلم رسوم متحركة أمريكية للبالغين من إنتاج وارنر براذرز أنيميشن ودي سي انترتينمنت ,الفيلم من إخراج سام ليو وصدر في سنة 2021 .

## الحبكة
في سنوات بروس واين الأولى، وأثناء تدريبه ليصبح محاربًا ضد الجريمة، سافر إلى ناندا باربات، وهي دير سري في منطقة جبال هندوكوش الهيمالايا، حيث التقى بالراعي الرئيسي للدير، أو-سينسي، وخمسة طلاب آخرين يتدربون على الفنون القتالية؛ وهم: شيفا، وريتشارد دراغون، وجايد، وبن تورنر، وريب جاغر. في النهاية، أوكل أو-سينسي إلى شيفا مهمة حمل سيف سول بريكر، وهو سيف من صنع موراماسا كان في حوزته، لكنه ظل محتفظًا بسر حول باب معين يقع في المحيط الخارجي للدير. في إحدى الليالي، اخترق ريب الباب المحظور وقتل جايد باستخدام سول بريكر، الذي كان المفتاح لبوابة سحرية كان أو-سينسي يحرسها. هذه البوابة تؤدي إلى عالم إله الأفعى ناجا؛ حيث خرج أربعة من خدمه والتهموا ريب قبل أن يهاجموا أو-سينسي وطلابه. تمكن بروس والآخرون من قتل الشياطين، ولكن لإغلاق البوابة، ضحى أو-سينسي بنفسه بدخول عالم ناجا. بعد ذلك، انهارت الغرفة، تاركة البوابة سليمة.
بعد سنوات، اكتشف ريتشارد أن المليونير جيفري بور، زعيم طائفة كوبرا، قد حصل على البوابة. سافر ريتشارد إلى مدينة غوثام لطلب المساعدة من بروس، لكنهم تعرضوا لهجوم من قبل عصابة مرتزقة تُعرف باسم عصابة الفأس، والتي استأجرها القاتل الرئيسي لبور، شلانغنفاوست. خلال هذه المعركة، علم ريتشارد أن بروس هو باتمان، وأن شلانغنفاوست يبحث عن سول بريكر. توجهوا إلى حي الصين في غوثام لإبلاغ شيفا، التي أصبحت الآن سيدة الجريمة في المنطقة، لكن أتباع الطائفة هاجموهم هناك، واستغل شلانغنفاوست الفرصة لسرقة السيف. وبحاجة إلى المساعدة، قام الثلاثة بتجنيد بن، الذي أصبح الآن مدرسًا للفنون القتالية، وتتبعوا الطائفة إلى جزيرة محصنة حيث كانوا يستعدون لفتح البوابة عن طريق التضحية بعدة أطفال مختطفين باستخدام سول بريكر. كما علموا من بن أنه قبل سنوات كان قد تتبع طائفة كوبرا بعد اكتشافه أن ريب كان أحد أعضائها، وأنه علم أن بور ينوي أن يصبح التجسيد الأرضي لناجا بسبب نبوءة غامضة.
وصل باتمان وريتشارد وشيفا وبن بالطائرة وقفزوا بالمظلات واخترقوا دفاعات كوبرا عبر سلسلة من السراديب. ومع ذلك، واجهوا شلانغنفاوست، الذي تبين أنه أحد خدم ناجا الشياطين. بينما كان باتمان وبن يقاتلان شلانغنفاوست، منع ريتشارد وشيفا التضحية بالأطفال واشتبكوا مع أعضاء الطائفة. بعد هزيمة خصومهم، حاصروا بور عند البوابة، لكن بور استخدم سول بريكر ضد نفسه، مما فتح البوابة. خرج ناجا، الذي كان قد استولى على جسد أو-سينسي، وسرعان ما تغلب على الأصدقاء. كشف ناجا أن ريتشارد هو المضيف الموعود له وحاول إغراءه بوعود القوة، لكن ريتشارد رفض وبدعم من باتمان، استخدم سول بريكر لطرد ناجا عن طريق طعن أو-سينسي.
بعد تحرره من سيطرة ناجا، ودع أو-سينسي طلابه قبل أن يموت بين أحضانهم. دخل باتمان إلى عالم ناجا حاملًا سول بريكر لإغلاق البوابة بشكل دائم، وتبعهم ريتشارد وشيفا وبن طواعية. بعد إغلاق البوابة، استعد الأربعة لمعركة ضد ناجا وجيشه من الشياطين.

## الممثلون
- ديفيد جيونتولي في دور بروس واين / باتمان
- مارك داكاسكوس في دور ريتشارد دراغون
- كيلي هو في دور السيدة شيفا. كانت هو قد أدت الصوت للشخصية في لعبة الفيديو باتمان: أركام أورجينز.
- مايكل جاي وايت في دور بن تورنر / النمر البرونزي. كان وايت قد جسد الشخصية في مسلسل آرو من قناة CW.
- جيمس هونغ في دور أو-سينسي
- جيمي تشانغ في دور جايد نجوين
- جوش كيتون في دور جيفري بور
- كريس كوكس في دور ريب جاغر
- روبن أتكين داونز في دور شلانغنفاوست
- غري جريفين في دور السيدة إيف.
- باتريك سايتز في دور السير إدموند دورانس / ملك الأفعى
- إريك باوزا في دور قائد عصابة الفأس
- إيريكا لوتريل [الإنجليزية]في دور سيلفر سانت كلود

## وصلات خارجية
- باتمان سول اف ذا دراجون على موقع IMDb (الإنجليزية)
- باتمان سول اف ذا دراجون على موقع روتن توميتوز (الإنجليزية)
- باتمان سول اف ذا دراجون على موقع ألو سيني (الفرنسية)
- باتمان سول اف ذا دراجون على موقع فيلمافينيتي (الإسبانية)
- باتمان سول اف ذا دراجون على موقع قاعدة بيانات الفيلم (الإنجليزية)
- باتمان سول اف ذا دراجون على موقع ليتربوكسد (الإنجليزية)
- باتمان سول اف ذا دراجون على موقع كينوبويسك (الروسية)
- باتمان: روح التنين  في قاعدة بيانات الأفلام على الإنترنت (بالإنجليزية)